# Boro (ort)
Boro är en ort i Burkina Faso.   Den ligger i regionen Centre-Ouest, i den centrala delen av landet, 80 km söder om huvudstaden Ouagadougou. Boro ligger 327 meter över havet och antalet invånare är 1 300.
Terrängen runt Boro är platt. Runt Boro är det glesbefolkat, med 16 invånare per kvadratkilometer.. Närmaste större samhälle är Sapouy, 13,3 km sydväst om Boro.
Omgivningarna runt Boro är en mosaik av jordbruksmark och naturlig växtlighet.